# Îlet Lapins
Pour les articles homonymes, voir Lapin (homonymie).
L’îlet Lapins est une île inhabitée de Martinique, une des îlets du François, appartenant administrativement à Le François.

## Géographie
Situé à l'extrême sud-est de l'îlet Lavigne dont il n'est séparé que d'une vingtaine de mètres, l'îlet, de forme arrondie, s'étend sur un peu moins de 100 m. Il s'agit d'une site protégé.

## Histoire
Îlet issu de la chaîne volcanique sous-marine de Vauclin-Pitaul daté du miocène moyen, protégé par un arrêté de protection de biotope depuis 2003, il est inscrit par l’arrêté ministériel du 28 juillet 2007, avec l'îlet Pelé.
Il y a sept maisons sur l'îlet, ainsi que les vestiges d'une chapelle.